# Sinoniscus cavernicolus
Sinoniscus cavernicolus là một loài chân đều trong họ Styloniscidae. Loài này được Schultz miêu tả khoa học năm 1995.